# Emil Orlik

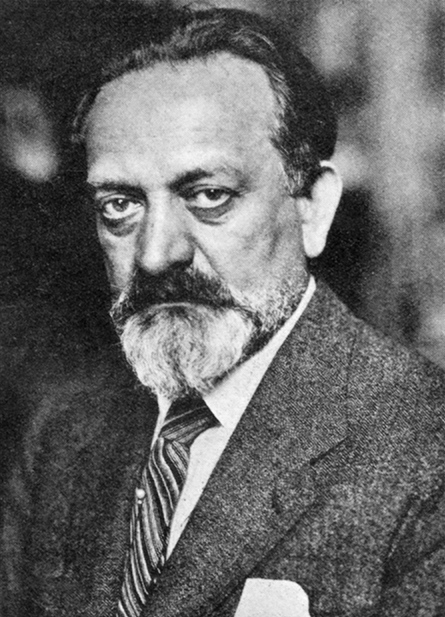
Emil Orlík

Emil Orlik, född 21 juli 1870 i Prag i dåvarande Österrike-Ungern, död 28 september 1932 i Berlin, var en tjeckisk-tysk konstnär.
Orlik, vars far var skräddarmästare, fick sin utbildning i München och under vidsträckta resor. Han vistades under några år i Wien och blev 1905 professor vid Kunstgewerbeschule i Berlin. Orlik var en av Europas främsta mästare inom grafikens område men framträdde även som målare, bland annat av porträtt. 1900-01 besökte han Japan och blev en av de främsta förnyarna av färgträsnittet utifrån japanska tekniker. Han gjorde sig berömd som porträttetsare med porträtt av Ludwig van Beethoven, Richard Strauss med flera. Orlik utgav flera arbeten med grafiska blad: Aus Japan (1902), 95 Köpfe (1920), Aus Egypten (1922), Neue 95 Köpfe (1926) med flera.